# وحدة عد المستعمرات
تعرف وحدة عد المستعمرات في علم الأحياء الدقيقة بـ ( CFU ، cfu ، Cfu ) و هي وحدة تستخدم لتقدير عدد الخلايا الحية أو لديها القدرة على الانقسام من البكتيريا أو الفطريات في العينة. يتم تعريف الخلايا الحية على أنها القدرة على التكاثر عبر الانقسام الثنائي في بيئة النمو. يتطلب العد باستخدام وحدة تشكيل المستعمرات إلى استنبات الميكروب في بيئة النمو وعد الخلايا القابلة للانقسام فقط، على عكس الفحص المجهري الذي يعد جميع الخلايا حية أو ميتة. يتطلب العد المظهري المرئي للمستعمرة في بيئة النمو كثافة نمو خلوي عالية، فعندما يتم عد المستعمرات يكون من غير المؤكد ما إذا كانت المستعمرة الواحدة قد نشأت من خلية واحدة أو مجموعة من الخلايا، لذا يعد عد الخلايا بوحدة عد المستعمرات عملية غير دقيقة.

## النظرية

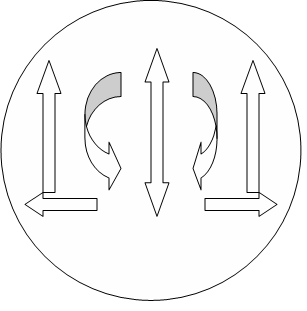
يتم وضع التخفيف المصنوع من البكتيريا والماء الببتون أو البروتين في طبق بيئة النمو (اطباق الأجار للعينات الغذائية أو أجار الصويا التريبتيزاز لعينات الطبية) حيث يتم نشر اللقاح على سطح الآجار باتباع النمط الموضح.

الغرض من عد الأطباق هو تقدير عدد الخلايا الموجودة بناءً على قدرتها على تكوين مستعمرات في ظروف معينة من المواد الغذائية ودرجة الحرارة والوقت. علمياً يمكن لخلية واحدة قابلة للانقسام أن تؤدي إلى مستعمرة من خلال التكرار. ومع ذلك المنظور العلمي فإن الخلايا الانفرادية هي الاستثناء في الطبيعة، وعلى الأرجح أن الخلايا السابقة للمستعمرة كانت عبارة عن كتلة من الخلايا المترسبة معًا. بالإضافة إلى ذلك تنمو العديد من البكتيريا في سلاسل (مثل البكتيريا العقدية ) أو كتل (مثل البكتيريا الكروية العنقودية ). في معظم الحالات يشير تقدير عدد الخلايا بواسطة وحدة تشكيل المستعمرة CFU إلى عدد الخلايا الحية فقط الموجودة في العينة، هذا لأن عد CFU يفترض أن كل مستعمرة منفصلة وتؤسس بواسطة خلية ميكروبية واحدة قابلة للانقسام.
عد الاطباق خطي في بكتيريا الـE. coli على مدى 30 إلى 300 CFU مستعمره في طبق بتري معياري الحجم. لذلك لضمان أن تكون العينة في هذا النطاق، يتطلب تخفيف اللقاح بعدة تخفيفات. عادة ما يتم استخدام التخفيفات بعشرة أضعاف، ويتم تلقيح سلسلة للتخفيف بتكرار من 2 أو 3 على مدى التخفيفات المختارة. تتم قراءة عدد المستعمرات النامية على الطبق CFU في النطاق الخطي ثم يتم استنتاج العدد في الجرام الواحد CFU / g (أو الملليتر الواحد CFU / mL) ، مع مراعاة حجم الطبق وعامل التخفيف الخاص به.

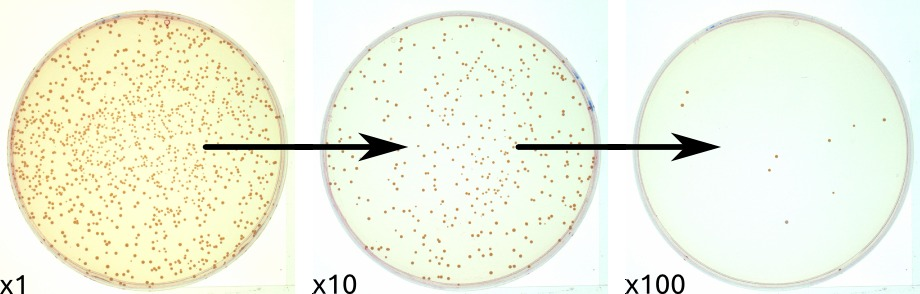
غالبًا ما يتم تخفيف محلول البكتيريا ذات التركيز غير المعروف بشكل تسلسلي من أجل الحصول على طبق واحد على الأقل قابل للعد من النمو البكتيري. في هذا الشكل ، فإن طبق "x10" الانسب للعد.

من مزايا هذه الطريقة أن الأنواع الميكروبية المختلفة قد تؤدي إلى ظهور مستعمرات مختلفة بشكل واضح عن بعضها البعض، سواء المجهرية أو الدقيقة . يمكن أن يكون النمط الظاهري للمستعمرة ذا فائدة كبيرة في تحديد المخلوقات الحية الدقيقة الموجودة.
يمكن الفهم المسبق للتشريح المجهري للمخلوقات الحية أن يقدم فهماً أفضل للعلاقة وحدة تشكيل المستعمرات CFU في المليلتر الواحد mL ، والذي ينسب إلى عدد الخلايا القابلة للانقسام لكل مليلتر. حيث التقليل من متوسط عدد الخلايا لكل CFU في بعض الحالات عن طريق مزج العينة قبل إجراء التخفيف. ومع ذلك، فإن العديد من المخلوقات الحية الدقيقة حساسة وقد يتسبب مز النمو قبل التخفيف في تقليل عدد الخلايا الحية والقابلة للانقسام في البيئة.

### الترميز اللوغاريتمي
يمكن التعبير عن تركيز الوحدات المكونة للمستعمرة باستخدام الترميز اللوغاريتمي، حيث تكون القيمة الموضحة هي اللوغاريتم الأساسي 10 للتركيز. يسمح ذلك بحساب لـ log reduction في عملية إزالة التلوث كوسيلة احصاء لعدد المستعمرات بشكل بسيط.

## الاستخدامات
تُستخدم وحدة تشكيل المستعمرات لتحديد النتائج في العديد من طرق عد الاطباق في العديد من المخلوقات الحية الدقيقة، بما في ذلك:
- طريقة صب الطبق : حيث يتم تلقيح بيئة نمو سائلة في طبق بتري باستخدام أجار منصهر يتم تبريده إلى حوالي 40-45 °C (أعلى بقليل من نقطة التصلب ولتقليل من موت الخلايا الناجم عن الحرارة العالية). بعد ان يتصلب الأجار تحضن الأطباق في الظروف الملائمة.
- طريقة النشر: حيث تنتشر العينة (بحجم صغير) على سطح طبق بيئة النمو الأجار المغذي ويترك إلى ان يجف قبل وضعه في الحضان.
- طريقة الترشيح بالغشاء: حيث يتم ترشيح العينة من خلال مرشح غشائ، ثم يوضع المرشح على سطح طبق بيئة النمو الأجار المغذي ( مع مراعاة وضع الجانب البكتيري لأعلى) ، حيث تتسرب العناصر المغذية خلال الفلتر لدعم الخلايا النامة خلال فترة التحضين. نظرًا لأن المساحة السطحية لمعظم المرشحات أقل من مساحة طبق بتري القياسي، فإن النطاق الخطي لعدد الأطباق سيكون أقل.
- طرق Miles و Misra أو طريقة لوحة الإسقاط : حيث يتم إسقاط محتوى صغير جداً (عادة حوالي 10 microliters) من كل التخفيفات في سلسلة على طبق بتري. يجب عد المستعمرات في هذه الحالة في بداية نموها لتجنب فقد جزء منها CFU أثناء نموها معًا.

مع التقنيات التي تتطلب استخدام أطباق النمو في الأجار المغذي، لا يمكن استخدام محلول بيئة سائلة لأنه لا يمكن تحديد نقاء العينة ولا يمكن حساب الخلايا واحدة تلو الأخرى في النمو السائل.

## الأدوات المستخدمة في حساب المستعمرات

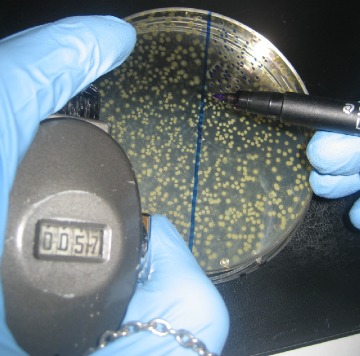
الطريقة التقليدية لعد المستعمرات CFUs بـ "عداد نقرات" وقلم. عندما يكون عدد المستعمرات أكبر من اللازم ، فمن الشائع عدّ المستعمرات CFU فقط على جزء صغير من الطبق.

يتم إجراء عد مستعمرات يدويًا باستخدام قلم وعداد نقرات. هذه طريقة بسيطة بشكل عام، ولكنها قد تكون شاقة جدًا وتستغرق وقتًا طويلًا عندما يتم عد العديد من الأطباق. بدلاً من ذلك، يمكن استخدام حلول شبه آلية (برامج) وتلقائية (برامج + أجهزة).[بحاجة لمصدر]

### برنامج حساب الـ CFUs
يمكن عد المستعمرات من صور الاطباق باستخدام أدوات برمجية. يأخذ المجربون عمومًا صورة لكل طبق يحتاجون إلى حسابها ثم تحليل جميع الصور (يمكن القيام بذلك باستخدام كاميرا رقمية بسيطة أو حتى كاميرا ويب). نظرًا لأنه يستغرق أقل من 10 ثوانٍ لالتقاط صورة واحدة، بدلاً من عدة دقائق لحساب CFU يدويًا، فإن هذا النهج بشكل عام يوفر كثيرًا من الوقت. بالإضافة إلى ذلك، فهو أكثر موضوعية، حيث يسمح باستخراج المتغيرات الأخرى في المستعمرات مثل حجم ولون المستعمرة.
- OpenCFU هو برنامج حر ومفتوح المصدر مصمم لتحسين سهولة المستخدم والسرعة والمتانة. إنه يوفر مجموعة واسعة من المرشحات والتحكم وكذلك واجهات مستخدم حديثة. OpenCFU مكتوب بلغة C ++ ويستخدم OpenCV لتحليل الصور.[7]
- NICE هو برنامج مكتوب في MATLAB يوفر طريقة سهلة لحساب المستعمرات من الصور.[8][9]
- ImageJ و CellProfiler : يمكن استخدام بعض وحدات الماكرو ImageJ [10] والإضافات وبعض خطوط أنابيب CellProfiler [11] لحساب المستعمرات. غالبًا ما يتطلب ذلك من المستخدم تغيير الشفرة من أجل تحقيق تدفق عمل فعال، ولكن يمكن أن يكون مفيدًا ومرنًا. إحدى المشكلات الرئيسية هي عدم وجود واجهة المستخدم الرسومية المحددة، التي يمكن أن تجعل التفاعل مع خوارزميات المعالجة مملة.

بالإضافة إلى البرامج القائمة على أجهزة كمبيوتر سطح المكتب التقليدية، تتوفر تطبيقات لأجهزة Android و iOS على حد سواء لحساب مستعمرة شبه آلية. تستخدم الكاميرا المدمجة لالتقاط صور لاطباق الأجار وإما أن تستخدم خوارزمية داخلية أو خارجية لمعالجة بيانات الصورة ولتقدير عدد المستعمرات.

### الأنظمة الآلية
تُستخدم العديد من الأنظمة الآلية للتصدي الأخطاء البشرية ، حيث أن العديد من تقنيات البحث التي يقوم بها الأشخاص الذين يحسبون الخلايا الفردية لديهم فرصة كبيرة للخطأ. نظرًا لحقيقة أن الباحثين يقومون يدويًا بحساب الخلايا يدويًا بمساعدة الضوء المنقول، يمكن أن يكون لهذه التقنية المعرضة للخطأ تأثير كبير على التركيز المحسوب في الوسط السائل الرئيسي عندما تكون الخلايا بأعداد قليلة.

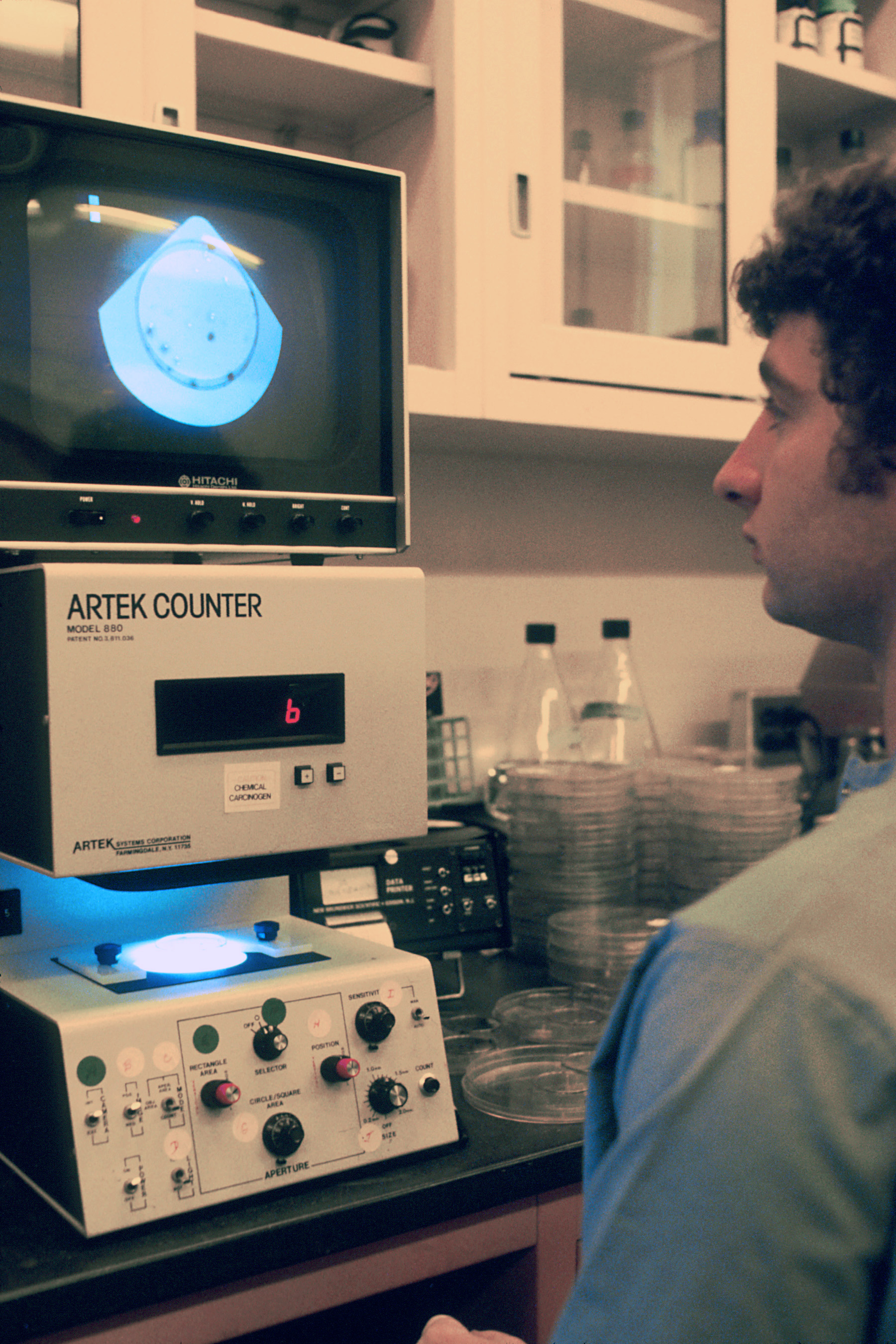
عداد مستعمرات آلي باستخدام معالجة الصور.

الأنظمة الآلية بالكامل متوفرة أيضًا من بعض الشركات المصنعة للتقنية الحيوية. هي انظمة غالية الثمن بشكل عام وليست مرنة مثل البرامج المستقلة، نظرًا لأن الأجهزة والبرامج مصممة للعمل معًا من أجل إعدادات محددة. بدلاً من ذلك، تستخدم بعض الأنظمة الآلية نموذج الطبق ذو السطح الحلزوني .
تسمح بعض الأنظمة الآلية مثل أنظمة MATLAB بحساب عدد الخلايا دون الحاجة إلى فرزها. وهذا بدوره يتيح للباحث إعادة استخدام المستعمرات في تجارب أخرى دون الحاجة لقتل الخلايا وفرزها. ومع ذلك، فإن العيب في مثل هذه الأنظمة يكمن في صعوبة التمييز بين الكائنات الحية الدقيقة من الغبار أو الخدوش على سطح طبق الآجار المغذي لأن كلا من الغبار والخدوش يمكن أن تخلق مجموعة متنوعة للغاية من الشكل والمظهر.

### وحدات بديلة
بدلاً من وحدة تشكل المستعمرات، يتم استخدام معامل معياري اخر مثل الرقم الأكثر احتمال (Most Probable Number) أو وحدة Fishman المعدلة (Modified Fishman Units). تحسب طريقة الرقم الأكثر احتمالية الخلايا القابلة للانقسام، وهذه الطريقة مفيدة عند عد التركيزات المنخفضة للخلايا أو عد الخلايا الميكروبية في المنتجات التي تكون فيها الجزيئات في عملية عد الأطباق غير فعالة. وحدات فيشمان المعدلة تأخذ في الاعتبار البكتيريا القابلة للانقسام، ولكن غير قابلة للاستزراع.

## لقراءة المزيد
- Fishman، William H.؛ Bernfeld، Peter (1955). [31] Glucuronidases. ج. 1. ص. 262–9. DOI:10.1016/0076-6879(55)01035-5. ISBN:978-0-12-181801-2. {{استشهاد بكتاب}}: |عمل= تُجوهل (مساعدة)